# Буян (приток Кондурчи)
Буя́н (Буянка, в верховье — Малый Буян) — река, правый приток Кондурчи, протекает по территории Красноярского района Самарской области в России. Длина реки — 23 км, средний уклон — 4,3 ‰. Площадь водосборного бассейна — 182 км², залесённость — 33 %, густота речной сети — 0,19 км/км².

## Описание
Буян начинается на высоте около 139 м над уровнем моря в 5 км северо-восточнее села Новое Ерёмкино. В верховье и низовье течёт преимущественно на восток, в среднем течении — на юго-восток. После слияния с Большим Буяном около посёлка Рига Буян разливается в пруд Верхний на высоте 93 м над уровнем моря. На северо-восточной окраине села Старый Буян впадает в Кондурчу на высоте 37 м над уровнем моря.

## Данные водного реестра
По данным государственного водного реестра России относится к Нижневолжскому бассейновому округу, водохозяйственный участок реки — Сок от истока и до устья. Речной бассейн реки — Волга от верховий Куйбышевского вдхр. до впадения в Каспий.
Код объекта в государственном водном реестре — 11010000612112100006133.